# Аполлон Чарльтона
Аполлон Чарльтона (лат. Parnassius charltonius) — дневная бабочка подрода Kailasius рода Парнассиус из семейства Парусники (Papilionidae).

## Этимология названия
Видовое название было дано в честь майора британского корпуса Х. Чарльтона, ловившего насекомых в северной Индии, коллекционера бабочек.

## Описание
Размах крыльев бабочки 75—80 мм. Окраска крыльев желтовато-белая, с серым рисунком на передних крыльях. Передние крылья по своему внешнему краю полупрозрачные. Задние крылья с глазчатыми пятнами красного и синеватого цветов по внешнему краю.

## Ареал
Афганистан, Кыргызстан, Восточный Узбекистан, Таджикистан, северный Пакистан (Гилгит-Балтистан и частично Азад-Кашмир), Северная Индия (штат Джамму и Кашмир, Химачал-Прадеш и Уттаракханд), Тибет и другие районы Китая.
Встречается на хорошо освещенных солнцем горных каменистых склонах на высотах 3000—4200 метров над уровнем моря. В северо-западных Гималаях встречается на высотах до 5000 метров.

## Биология
За год развивается одно поколение. Лёт бабочек отмечается с середины июля по сентябрь, в некоторых популяциях лёт происходит только в четные годы. Бабочки ведут исключительно дневной образ жизни и активны только в солнечную погоду. Нуждаясь в дополнительном питании, они охотно посещают цветущие растения, в частности рода Чертополох.

## Размножение
Самки после спаривания несут на себе жёсткий хитиновый придаток на нижней стороне брюшка — сфрагис (лат. — печать, пломба), образуемый самцом в ходе спаривания. Предназначение сфрагиса — исключение повторного оплодотворения самки другими самцами. В пасмурную погоду молодые гусеницы образуют скопления. Взрослая гусеница живет одиночно. Активна только в солнечную погоду, а в пасмурные дни прячется под камнями. Обычно зимуют гусеницы. Гусеницы развиваются на растениях рода Corydalis — Corydalis gortschakovi, Corydalis stricta, Corydalis schelesnowiana и др. Гусеницы окукливаются под камнями или в листовой подстилке у кустиков кормовых растений. Куколка толстая, округлая.

## Подвиды
Описанные формы и подвиды:

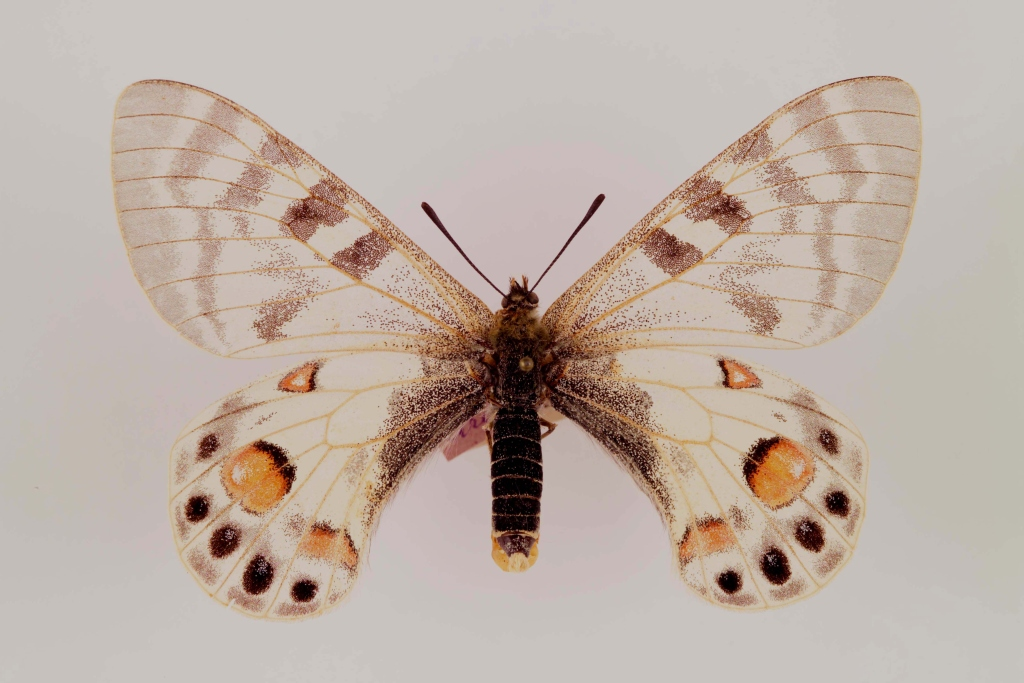
Самка

- Parnassius charltonius aenigma Dubatolov & Milko, 2003
- Parnassius charltonius alraschid Churkin & Pletnev, 2012
- Parnassius charltonius amabilis Bryk & Eisner, 1932
- Parnassius charltonius anjuta Ju Ju Stshetkin & Kaabak, 1985
- Parnassius charltonius basharianus Eisner, 1969
  - Parnassius charltonius var. bryki Haude, 1912
  - Parnassius charltonius var. chrysopicta Bryk, 1932
- Parnassius charltonius corporaali Bryk, 1935
- Parnassius charltonius deckerti Verity, 1879
  - Parnassius charltonius var. ducalis Boullet & Le Cerf, 1912
- Parnassius charltonius eisnerianus Bryk, 1931
- Parnassius charltonius ella Bryk, 1932
- Parnassius charltonius flaugeri Eisner, 1978
- Parnassius charltonius gehleni Eisner, 1932
- Parnassius charltonius kabiri Eisner & Naumann, 1980
- Parnassius charltonius kathae-ruthae, Bryk, 1927
- Parnassius charltonius mistericus Kaabak & LV Sotshivko & A V Titov, 1996
- Parnassius charltonius naimus Eisner & Naumann, 1980
- Parnassius charltonius nuristanus Eisner & Naumann, 1980
- Parnassius charltonius otto Bryk & Eisner, 1932
- Parnassius charltonius platon Sochivko & Kaabak, 2011
- Parnassius charltonius robertjan Eisner, 1959
- Parnassius charltonius romanovi Grumm-Grshimaïlo, 1885
- Parnassius charltonius sakai Eisner, 1978
- Parnassius charltonius serenissimus Bryk, 1932
  - Parnassius charltonius var. princeps Honrath, 1888
- Parnassius charltonius sochivkoi Churkin, 2009
- Parnassius charltonius vaporosus Avinov, 1913
- Parnassius charltonius voigti Bang-Haas, 1927
- Parnassius charltonius wernickei Kotzsch, 1936